# Мутата Купіка
Мутата Купіка (*д/н — 1652) — 14-й мвене-мутапа (володар) Мономотапи в 1663 році. Відомий також як Дон Афонсу.

## Життєпис
Походив з династії Мбіре. Молодший син мвене-мутапи Негомо Чирісамгуру. десь у 1590-х роках хрестився, отримавши ім'я Афонсу. 1644 року за підтримки португальського військовика Сіснандо Діаса Байяо спробував повалити свого брата — мвене-мутапу Мауру Мханде, проте цьому завадила смерть сіснандо 1644 або 1645 року.
1663 року після поразки небожа Сіті Казурукамусапи від португальських празосів (орендарів-намісників) захопив владу. Втім спроби залишитися на троні виявилися марними, оскільки празос і вожді Каранги поставили мвене-мутапою його небожа Камгарапасу Мукомбве.